# Izatha quinquejacula
Izatha quinquejacula là một loài bướm đêm thuộc họ Oecophoridae. Nó là loài đặc hữu của New Zealand, ở đó nó được tìm thấy ở quần đảo Three Kings.
Sải cánh dài 19–23 mm đối với con đực và khoảng 26 mm đối với con cái. Con trưởng thành bay vào tháng 11 and tháng 12.